# Messor regalis
Messor regalis es una especie de hormiga del género Messor, subfamilia Myrmicinae. 

## Distribución
Esta especie se encuentra en Benín, República Centroafricana, Congo y Nigeria.